# Тыелга
Ты́елга — река в России на Южном Урале, протекает по Челябинской области мимо одноимённого посёлка. Берёт своё начало на склонах Большого Таловского хребта. Устье реки находится в 546 км от устья Миасса по левому берегу, возле Новоандреевки. Длина реки составляет 18 км.

## Данные водного реестра
По данным государственного водного реестра России относится к Иртышскому бассейновому округу, водохозяйственный участок реки — Миасс от истока до Аргазинского гидроузла, речной подбассейн реки — Тобол. Речной бассейн реки — Иртыш.
Код объекта в государственном водном реестре — 14010500812111200003558.